# ФК Леванте
ФК Леванте (шп. Levante Unión Deportiva) је шпански фудбалски клуб из Валенсије, Шпанија. Леванте је клуб који је основан у Валенсији 1909. године. Тренутно играју у Првој лиги Шпаније.
Домаће утакмице игра на Градском стадиону у Валенсији, капацитета 25.534 седећих места, а који је у власништву клуба.

## Историја
Клуб је основан 1909. под именом Levante FC. Име је добио по локалној плажи „Леванте“ у Малва-Роси. Њихов велики локални ривал је Валенсија, која је основана 1919. године. Године 1935. Леванте је играо полуфинале Купа Шпаније, где је бољи био Сабадељ (1:4). Леванте је 1937. освојио Куп слободне Шпаније (Copa de la España Libre), који је игран током Шпанског грађанског рата и који је Леванте покушавао да изједначи са Купом Краља, али га Фудбалски савез Шпаније и даље не сматра званичним трофејом Купа. Током раних 80-их Јохан Кројф је кратко играо за Леванте.
Већину своје историје Леванте је провео пребацујући се између другог и трећег ранга такмичења. У Првој лиги Шпаније је први пут заиграо у сезони 1963/64, али је већ наредне сезоне испао. У Прву лигу се вратио тек у сезони 2004/05, након што је у сезони 2003/04. постао првак Друге лиге, али се тамо задржао само једну сезону. Леванте је наредну сезону 2005/06. у Другој лиги завршио на другом месту и тако се брзо вратио у Прву лигу. 
Наредне две сезоне је играо у Првој лиги па следеће две у Другој, пре него што се коначно од сезоне 2010/11. вратио у Прву лигу. Своју другу сезону (2011/12) од повратка у Прву лигу Леванте је завршио на шестом месту, што је најбољи резултат у историји клуба, а тиме је такође обезбедио и прво учешће у неком европском такмичењу за наредну сезону, УЕФА лиги Европе. Исте сезоне је остварио и други најбољи резултат у Куп Шпаније (најбољи је полуфинале 1935), пошто је стигао до четвртфинала, где је у двомечу поражен убедљиво од Валенсије укупним резултатом 7:1. 
Такмичење у Лиги Европе у сезони 2012/13. Леванте је започео у плеј офу савладавши шкотски Мадервел и тако се пласирао у такмичење по групама. Леванте је у групи коју су још сачињавали Твенте, Хановер 96 и Хелсинборг заузео друго место и пласирао се у шеснаестину финала. У шеснаестини финала је са убедљивих 4:0 савладао Олимпијакос, док је у осмини финала након 0:0 на домаћем терену, ипак у реваншу поражен са 2:0 од Рубина из Казања.

## Новији резултати
| Сезона   |            | Поз. | Игр. | Поб. | Нер. | Изг. | ГД | ГП | Бод. | Куп           | Европа | Европа        | Белешке   |
| -------- | ---------- | ---- | ---- | ---- | ---- | ---- | -- | -- | ---- | ------------- | ------ | ------------- | --------- |
| 2004/05. | Прва лига  | 18.  | 38   | 9    | 10   | 19   | 39 | 58 | 37   | 3. коло       |        |               | Испали    |
| 2005/06. | Друга лига | 3.   | 42   | 20   | 14   | 8    | 53 | 39 | 74   | 1. коло       |        |               | Промоција |
| 2006/07. | Прва лига  | 15.  | 38   | 10   | 12   | 16   | 37 | 53 | 42   | Осмина финала |        |               |           |
| 2007/08. | Прва лига  | 20.  | 37   | 7    | 5    | 25   | 31 | 70 | 26   | Осмина финала |        |               | Испали    |
| 2008/09. | Друга лига | 8.   | 42   | 18   | 10   | 14   | 59 | 59 | 64   | 2. коло       |        |               |           |
| 2009/10. | Друга лига | 3.   | 42   | 19   | 14   | 9    | 63 | 45 | 71   | 2. коло       |        |               | Промоција |
| 2010/11. | Прва лига  | 14.  | 38   | 12   | 9    | 17   | 41 | 52 | 45   | Осмина финала |        |               |           |
| 2011/12. | Прва лига  | 6.   | 38   | 16   | 7    | 15   | 54 | 50 | 55   | Четвртфинала  |        |               |           |
| 2012/13. | Прва лига  |      |      |      |      |      |    |    |      | Осмина финала | ЛЕ     | Осмина финала |           |

## Леванте у европским такмичењима
| Сезона   | Такмичење        | Коло               | Противник   | Домаћин | Гост | Укупан резултат |
| -------- | ---------------- | ------------------ | ----------- | ------- | ---- | --------------- |
| 2012/13. | УЕФА лига Европе | Плеј оф            | Мадервел    | 1:0     | 2:0  | 3:0             |
| 2012/13. | УЕФА лига Европе | Група Л            | Твенте      | 3:0     | 0:0  | 2.              |
| 2012/13. | УЕФА лига Европе | Група Л            | Хановер 96  | 2:2     | 1:2  | 2.              |
| 2012/13. | УЕФА лига Европе | Група Л            | Хелсинборг  | 1:0     | 3:1  | 2.              |
| 2012/13. | УЕФА лига Европе | Шеснаестина финала | Олимпијакос | 3:0     | 1:0  | 4:0             |
| 2012/13. | УЕФА лига Европе | Осмина финала      | Рубин Казањ | 0:0     | 0:2  | 0:2             |

## Познати играчи
| - Габријел Амато - Густаво Реги - Пабло Каваљеро - Владимир Манчев - Мате Шестан | - Марко Сторари - Предраг Мијатовић - Јохан Кројф - Хосе Франсиско Молина - Алберто Ривера | - Давид Аганзо - Клаудио Бараган - Андони Муруа - Хуанфран |